# Куселярово
Куселя́рово (рос. Куселярово, башк. Күҫәләр) — присілок у складі Салаватського району Башкортостану, Росія. Входить до складу Аркауловської сільської ради.
Населення — 171 особа (2010; 241 в 2002).
Національний склад:
- башкири — 98 %